# غازانيا منشارية
غازانيا منشارية (الاسم العلمي:Gazania serrata) هي نوع نباتي يتبع جنس الغازانيا من الفصيلة النجمية.  